# Христо Чивчиев
Христо Чивчиев е български революционер, деец на Вътрешната македоно-одринска революционна организация.

## Биография
Чивчиев е роден в централния македонски град Велес, тогава в Османската империя. Работи като учител. Влиза във ВМОРО. В 1902 година избухва афера в Крушево, където Чивчиев е учител. Предател дава на властите списък с членове на крушевския революционен комитет и скривалища на оръжие. Благодарение на Гяку Козар, служител в хукюмата, цялото революционно ядро успява да избяга от Крушево, с изключение на двамата учители велешани Христо Чивчиев и Христо Павлов, които са арестувани от османската полиция. Чивчиев и Павлов са подложени на мъчения, но не издават нищо. Прехвърлени са в Битоля, където също са измъчвани и са освободени.